# Lazza
 (mai 2020).
Le contenu est difficilement compréhensible vu les erreurs de traduction, qui sont peut-être dues à l'utilisation d'un logiciel de traduction automatique.
 (mai 2020).
Si vous disposez d'ouvrages ou d'articles de référence ou si vous connaissez des sites web de qualité traitant du thème abordé ici, merci de compléter l'article en donnant les références utiles à sa vérifiabilité et en les liant à la section « Notes et références ».
Lazza, de son vrai nom Jacopo Lazzarini, né le 22 août 1994 à Milan, est un rappeur, chanteur et producteur italien.

## Biographie
Lazza est né à Milan en 1994. Élevé dans le quartier du Calvairate, il cultive une passion pour la musique depuis son plus jeune âge, le menant à étudier le piano au Conservatoire Giuseppe-Verdi de Milan. Plus tard, il décide de se consacrer presque entièrement au monde du hip-hop, faisant son apprentissage dans les équipes Zero2 et Block Recordz.

### Les débuts (2011-2016)
Lazza a commencé sa carrière en publiant la mixtape autoproduite Destiny Mixtape, qui contient la piste Putas créée en collaboration avec Giaime, le 5 novembre 2012. Le disque a été réalisé pendant la période de militantisme dans l'équipage Zero2. Le 2 décembre 2014, il sort K1 Mixtape, réalisé avec la production de DJ Telaviv du label Block Recordz: l'album voit également la participation du rappeur Emis Killa dans le morceau #NSSAUC. Par la suite, il a collaboré avec Emis Killa dans la mixtape Keta Music Vol.2 et a participé à l'émission de radio hip hop Real Talk Radio. Les 12 et 30 décembre 2016, il publie les singles DDA et Super Santos Freestyle.

### ZzalaetRe Mida(2017-présent)
Le 20 mars 2017, Lazza a dévoile la pochette et la tracklist de son premier album studio, Zzala, révélant au public la participation des rappeurs Nitro et Salmo sur le titre MOB. L'album est sorti le 14 avril, produit par 333 Mob, distribué par Universal Music. Contrairement aux travaux précédents, Zzala aborde les thèmes de la musique trap. L'album est promu à l'été 2017 à travers deux tournées, le Zzala Tour et le Zzala Winter Tour. 
Les mois suivants, il se consacre à la production de chansons pour Ernia (Disgusting), Nitro (Passepartout) et Salmo (Lunedì). Le rappeur Fabri Fibra participe à sa chanson Lario RMX. En outre, Zzala est certifié disque d'or ainsi que les pistes DDA, MOB tandis que la piste Lario est certifiée platine[réf. nécessaire].
En juillet 2018, il sort le single Porto Cervo, qui se voit certifié disque d'or[réf. nécessaire]. Anticipé par le Gucci Ski Mask individuel (qui voit la collaboration de Gué Pequeno) et Netflix, le 1er mars 2019 sortira son deuxième album studio, Re Mida, qui verra la collaboration de Tedua, Izi, Fabri Fibra, Luchè, Giaime et Kaydy Cain. L'album constitue une nouvelle évolution du style musical de Lazza, qui embrasse presque totalement la musicalité trap. L'album, produit par 333 Mob et Universal, débute en première position du classement FIMI[style à revoir].
Le 3 octobre, deux rééditions de l'album sortent : Re Mida (Aurum) et Re Mida (Piano Solo). Le premier contient des collaborations inédites et nouvelles, tandis que le second contient plusieurs chansons réarrangées pour piano uniquement et réinterprétées par Lazza. Les albums étaient anticipés par la sortie du single Ouver2re.
Le rappeur milanais utilise généralement le verlan dans ses productions, une technique utilisée par de nombreux artistes à travers le monde.

## Discographie

### Albums studio
- 2017 : Zzala
- 2019 : Re Mida
- 2020 : J
- 2022 : SIRIO

### Mixtapes
- 2012 : Destiny Mixtape
- 2014 : K1 Mixtape
- 2019 : Machete Mixtape 4 (avec Machete Empire Records)
- 2020 :  « J » Mixtape

### Singles
- 2012 : Sofisticato
- 2016 : DDA
- 2016 : Wall Street Freestyle
- 2016 : Super Santos Freestyle
- 2017 : Fuego
- 2017 : Maleducati
- 2017 : Ouverture
- 2017 : MOB (feat. Nitro (it) & Salmo)
- 2017 : Lario
- 2017 : Diablo
- 2018 : Lario RMX (feat. Fabri Fibra)
- 2018 : Porto Cervo
- 2019 – Gucci Ski Mask (feat. Gué Pequeno)
- 2019 : Netflix
- 2019 : Ouver2re
- 2019 : Gigolò (feat. Sfera Ebbasta & Capo Plaza)

### Collaborations
- 2011 – Giaime feat. Lazza - Paga
- 2013 – Oro Grezzo feat. Lazza - Torna A Casa Lassie (da Gold Rush Mixtape)
- 2013 – Misterebo feat. Lazza - Tutti A Casa
- 2013 – Martinez & Tobe feat. Lazza - My Moment (da Entri o esci mixtape)
- 2014 – Bat One feat. Lazza, Paskaman & Jack the Smoker - Non E' Un Problema (da 31 sul campo mixtape)
- 2014 – Shine feat. Lazza - Vacci Piano (da B.Rex Rookie EP)
- 2015 – Giso feat. Lazza - Kumitè
- 2015 – Nico Flash feat. Lazza & Shine - Pagella D'Oro
- 2015 – Emis Killa feat. Lazza - B.Rex Bestie
- 2015 – Emis Killa feat. Lazza - Bella Idea
- 2015 – Giso feat. Lazza - Flowshow
- 2016 – Axos feat. Lazza - Ricco Mai
- 2016 – Bosca & Oliver feat. Lazza - Real Talk ep. 6
- 2016 – Retraz feat. Lazza - OneTake ep. 2
- 2017 – Nerone feat. Lazza & Nex Cassel - Fahrenheit
- 2017 – Bassi Maestro feat. Lazza, Lanz Khan, Pepito Rella & Axos - Benvenuti A Milano (da Mia maestà)
- 2017 – Zuno Mattia feat. Lazza - Ragazzi Chic
- 2017 – Pepito Rella feat. Ensi & Lazza - Ttozi
- 2017 - The Night Skinny feat. Lazza - Houdini
- 2018 – Nitro feat. Lazza - Passepartout
- 2018 – Low Kidd feat. Lazza - N3W FRI3NDS
- 2018 – Zuno Mattia feat. Lazza - Bad RMX
- 2019 – Ernia feat. Lazza - Il Mondo Chico
- 2019 – Beba feat. Lazza - Male O Bene
- 2019 – Lazza & Salmo - Bud Spencer
- 2019 – Lazza & Salmo - Ho Paura Di Uscire 2
- 2019 – Salmo & Lazza - Sugar (da Machete Mixtape 4)
- 2019 – The Night Skinny feat. Noyz Narcos, Shiva, Speranza, Gué Pequeno, Achille Lauro, Geolier, Lazza, Ernia, Side Baby & Taxi B - Mattoni
- 2019 – Ensi feat. Lazza, Danno, Clementino, Jack the Smoker & Agent Sasco - Rapper Posse Track
- 2019 – Tha Supreme feat. Lazza - gua10
- 2019 – Salmo feat. Lazza, Dani Faiv & Nitro - Charles Manson
- 2020 – Elodie feat. Lazza - Vado A Ballare Da Sola
- 2020 – Giaime feat. Lazza & Emis Killa - Parola
- 2020 – Nitro feat. Lazza - Okay?!
- 2020 – Marracash feat. Luchè, Lazza, Taxi B & Paky - Sport RMX + Muscoli
- 2020 – Dani Faiv feat. Lazza, Nitro, Hell Raton & Jack the Smoker - Machete Mob
- 2020 – Tony Effe, Lazza, Salmo - Pussy (da Dark Boys Club)